# Пентил (син на Пориклимен)
Пентил (на старогръцки: Πένθιλος; Penthilos) в гръцката митология е цар на Месения и потомък на Нелей.
Според Павзаний той е син на Пориклимен и внук на Нелей, и правнук на Посейдон. Според по-стария Хеланик обаче е обратно, Бор и Лизидика са родители на Пентил.
Пентил се жени за Анхироя и е баща на Бор.